# Реал Сантандер
«Реа́л Сантанде́р» (исп. Club Deportivo Real Santander) — колумбийский футбольный клуб, представляющий город Флоридабланка, административный центр департамента Сантандер. Клуб был основан 17 января 2006 года и выступает в Примере B.
В 2018—2020 годах назывался «Реа́л Сан-Андре́с» и выступал в Сан-Андресе на островном департаменте Сан-Андрес-и-Провиденсия.

## История
Футбольный клуб «Реал Сантандер» был основан 17 января 2006 года в городе Флоридабланка (департамент Сантандер). В том же году «Реал Сантандер» заменил в Примере B прекративший существование клуб «Пумас де Касанаре». Главным успехом команды за недолгое время существования является выход в 1/4 финала Кубка Колумбии 2011, где они уступили в двух матчах «Атлетико Насьоналю».
Основным принципиальным соперником «Реала Сантандера» был клуб «Атлетико Букараманга», который выступает на стадионе «Альфонсо Лопес», вмещающем 28 тыс. зрителей. Команды регулярно встречаются друг с другом в рамках Примеры B и Кубка Колумбии, преимущество по личным встречам принадлежит «Атлетико Букараманге».
1 ноября 2018 года клуб официально сменил название на «Реа́л Сан-Андре́с» и дислокацию, переехав из департамента Сантандер на острова Сан-Андрес, целиком входящие в департамент Сан-Андрес-и-Провиденсия. Команда с 2019 года выступала на стадионе «Эрвин О’Нейл» в городе Сан-Андрес.
В январе 2021 года клуб вернулся во Флоридабланку и вернул прежнее название.